# 千花
千花（ちはな）は、永田基男が1946年（昭和21年）に創業した京都府の板前割烹の店。ミシュランガイド京都・大阪2010 - 2017で8年連続で三ツ星を獲得。

## 概要
創業者は永田基男（1923年生まれ）。2006年、82歳で生涯を閉じた。
長男の雄義は、大学卒業後に父の下で下働きから始めた。
次男の裕道は2001年に「千ひろ」を開店し、ミシュランガイド二ツ星を獲得している。
2018年5月12日、バーナーを使っての清掃作業にて出火。木造二階建ての店舗が全焼した。　　　